# Harry Redknapp
Henry James Redknapp, ofte kaldt Harry Redknapp (født 2. marts 1947 i London) er en tidligere engelsk fodboldspiller og -trænermanager, der senest var træner for Birmingham. Han har tidligere også  været manager for Bournemouth, West Ham United, Portsmouth, Southampton, Tottenham Hotspur, Queens Park Rangers og Jordans landshold.

## Spillerkarriere
Redknapp startede i 1965 en relativ anonym spillerkarriere i West Ham United, hvor han blev overskygget af legenderne Bobby Moore, Geoff Hurst og Martin Peters der året efter var med til at sikre England deres hidtil eneste VM-titel, med tre mål fra Hurst, og et fra Peters i finalen, og med Moore som anfører. 

## Managerkarriere

### Bournemouth
I 1982 endte han sin aktive karriere, og blev assisterende manager for Bournemouths daværende manager David Webb. Halvvejs gennem sæsonen 1982/83 valgte Webb at forlade Bournemouth til fordel for Torquay United, hvorefter Redknapp meldte sin interesse for jobbet som manager, men det gik i stedet til Don Megson. Megson holdt dog ikke længe i jobbet, og blev fyret i slutningen af 1983 med Bournemouth under nedrykningsstregen i 3. division, hvorefter Redknapp blev udpeget som ny manager. Herefter vendte tingene, og allerede i januar 1984 gjorde Redknapp sig bemærket i fodbold-England, da hans Bournemouth-hold slog de forsvarende FA Cup-vindere fra Manchester United ud i 3. runde af turneringen. Siden blev der lidt mere stille omkring Redknapp, inden han i 1987 sikrede Bournemouth oprykning til 2. division. Her blev de til 1989 hvor de rykkede ned. Redknapp endte sin karriere som Bournemouth-manager i 1992.

### West Ham United
Før sæsonen 1992/93 blev Redknapp udpeget som assistent for den daværende West Ham-manager Billy Bonds, en rolle han havde frem til august 1994, hvor Bonds blev rykket op i en administrativ rolle, hvilket banede vejen for, at Redknapp kunne blive hans afløser som manager, et job han allerede i 1989 var sat i forbindelse med. På daværende tidspunkt var West Ham en "elevator-klub", der det ene år rykkede op i den bedste række, for så året efter at rykke ned igen. Under Redknapp etablerede West Ham sig dog i Premier League, bl.a. med god hjælp fra klubbens ungdomsakademi, der skabte senere stjerner som Frank Lampard, Rio Ferdinand, Joe Cole, Michael Carrick og Jermain Defoe. Sæsonen 1998/99 blev den bedste for Redknapp i West Ham, hvor det blev til en imponerende 5. plads, den højeste i Premier League-sammenhæng (klubben blev nr. 3 i den gamle 1. division i 1986). I sommeren 1999 vandt West Ham Intertoto Cuppen, og kvalificerede sig dermed til UEFA Cuppen uden større succes. Efter et par middelsæsoner stoppede Redknapp som West Ham-manager i maj 2001.

### Portsmouth
Allerede i sommeren 2001 var Redknapp tilbage i fodboldverdenen, denne gang som director of football i Portsmouth. Han blev få måneder senere rygtet til Leicester City som afløser for den fyrede manager Peter Taylor, han endte dog med at blive i Portsmouth i sin rolle, indtil klubben fyrede manageren Graham Rix i marts 2002. Redknapp blev udpeget som afløser, og endte sæsonen acceptabelt. Sæsonen 2002/03 skulle dog blive en helt anden snak, og Portsmouth rykkede således op i Premier League som vindere af 1. division. Portsmouth klarede sig fint i deres første Premier League-sæson, og var på intet tidspunkt i fare for at rykke ned. Sæsonen 2004/05 blev noget mere turbulent for Redknapp, der først forlod Portsmouth i november 2004 grundet uenighed med klubbens ejer Milan Mandarić omkring hans assistent Jim Smith, og ansættelsen af kroaten Velimir Zajec som director of football.

### Southampton
Bare få uger efter stoppet i Portsmouth var Redknapp dog tilbage som manager, men det blev ikke uden kontroverser, da hans nye arbejdsgiver var Portsmouths ærkerival Southampton, hvilket naturligt nok skabte harme blandt Portsmouths fans. Allerede på dette tidspunkt havde Southampton haft to managers (Paul Sturrock og Steve Wigley), og sejlede rundt i bunden af Premier League. Hans opgave var kort og godt at redde klubben fra nedrykning, noget han dog ikke formåede, hvilket endte Southamptons 27 år som medlem af det fine selskab. Han blev dog i manager-sædet, og skulle få Southampton tilbage i Premier League, noget der ikke så ud til at lykkedes i de første måneder. Southamptons chairman, Rupert Lowe, ansætte i denne periode Sir Clive Woodward som en af trænerne i klubbens 1. holdstrup, noget der ikke behagede Redknapp grundet det faktum, at Woodward mest var kendt for at være manden bag Englands VM-triumf i rugby i 2003. Efter Portsmouths fyring af franskmanden Alain Perrin som klubbens manager, gik der ikke længe, før Redknapp sagde op i Southampton, og vendte "hjem" til Portsmouth i december 2005.

### Tilbagevenden til Portsmouth
Han vendte i december 2005 tilbage til et Portsmouth-hold, der var tømt for selvtillid, og lignede et godt bud på en nedrykker, men takket være den nye ejer Alexandre Gaydamaks penge, formåede Redknapp at holde Portsmouth oppe i Premier League. Sæsonen 2006/07 blev anderledes god for Portsmouth, der sluttede på en 9. plads, klubben højeste placering i den bedste række siden 50'erne. Den følgende sæson skulle dog vise sig at bringe mere, end bare en god ligaplacering. I marts 2008 skulle Portsmouth op imod Manchester United, klubben Redknapp havde sendt ud af FA Cuppen både som Bournemouth-manager 24 år tidligere, og som West Ham-manager i 2001, i kvartfinalen af FA Cuppen. Trods et massivt overtag fra hjemmeholdet (der siden både vandt Premier League og Champions League den sæson) på Old Trafford, lykkedes det ghaneseren Sulley Muntari at score til slutresultatet 1-0 på straffe, og sende Portsmouth videre til semifinalen, hvor 1. divisionsklubben West Bromwich Albion også blev nedlagt med 1-0. Dermed var Portsmouth klar til deres første FA Cup-finale i 69 år. I finalen skulle Portsmouth op imod den walisiske klub Cardiff City, der trods god fight måtte se Portsmouth løfte trofæet efter endnu en 1-0 sejr, og dermed vandt Redknapp sit første trofæ som manager, og blev samtidig den første engelske manager siden Joe Royle i 1995, til at vinde FA Cuppen.

### Tottenham Hotspur
I oktober 2008 fyrede Tottenham Hotspur deres manager, spanieren Juande Ramos, efter en katastrofal start på Premier League-sæsonen, og Redknapp blev hurtigt udpeget som ny manager, hvilket kostede "Spurs" £5 mio. i kompensation til Portsmouth. Ligesom i Southampton tre år tidligere var sagen klar, klubben skulle reddes fra nedrykning, og modsat i Southampton lykkedes det denne gang uden større problemer. I marts 2009 førte Redknapp sit hold frem til Liga Cup-finalen, som dog blev tabt til Manchester United efter straffesparkskonkurrence. Resten af sæsonen 2008/09 forløb ganske godt, og det blev til en, efter omstændighederne, acceptabel 8. plads, som lige akkurat ikke gav Europæisk fodbold den følgende sæson. Sæsonen 2009/10 skulle dog vise sig at blive en lang succeshistorie. Allerede fra start var Spurs flyvende med fire sejre i de første fire kampe, og man førte således Premier League da man nåede landskampspausen i september 2009. Man formåede dog ikke at holde føringen, og blev aldrig en seriøs udfordre til mesterskabet, men med en 1-0 sejr over Manchester City på udebane i næstsidste kamp, sikrede man 4. pladsen, og dermed mulighed for Champions League via to kvalifikationskampe. Den præstation sikrede Redknapp titlen som årets manager i Premier League, og han var således kun den anden siden George Burley i 2001, til at vinde den hæder, uden samtidig at vinde Premier League. Sæsonen 2010/11 startede ligamæssigt noget ujævnt, og man havde problemer i den første af de to kvalifikationskampe til Champions League mod schweiziske Young Boys, hvor man allerede efter en halv time var bagud 3-0. Man kæmpede sig dog tilbage til 3-2, og vandt returkampen 4-0 på White Hart Lane. Dermed var Spurs for første gang i klubbens historie klar til Champions League. Man kom i gruppe med de forsvarende mestre Inter, tyske Werder Bremen og de hollandske mestre FC Twente. Trods titlen som Champions League-debutanter gik Spurs uimponeret til opgaven, og vandt overraskende gruppen foran Inter, bl.a. via en flot 3-1 over italienerne på White Hart Lane. Man trak herefter de syvdobbelte Champions League-vindere AC Milan i ottendedelsfinalen. I Premier League begyndte man også i løbet af efteråret at finde formen, og man vandt bl.a. North London-derbyet mod Arsenal med 3-2 på Emirates Stadium, efter at have været bagud 2-0 ved pausen. Det var Spurs første sejr på Arsenals hjemmebane siden 1991, dengang var det dog på Arsenals gamle hjemmebane Highbury. I 2011 har Spurs holdt den gode form fra slutningen af 2010, og Redknapps mandskab ligger pr. 28. februar 2011 på en 4. plads i Premier League. Derudover vandt Spurs 1-0 over AC Milan på San Siro i den første ottendedelsfinale af Champions League, og har dermed et ben i kvartfinalen. Spurs' Champions League-eventyr endte i kvartfinalen mod Real Madrid, og i Premier League endte Redknapps mandskab på en 5. plads, og må derfor nøjes med Europa League i sæsonen 2011/12. I sæsonen 2011/12 førte han klubben til en fjerdeplads i ligaen, men dette var ikke nok til at opnår deltagelse i Champions League, fordi Chelsea, der var endt på sjettepladsen, havde vundet Champions League og derfor skulle deltage som forsvarende mester. Redknapp blev derfor i juni fyret som klubbens manager med den begrundelse, at man ikke kunne opnå enighed om en kontraktforlængelse.

### Queens Park Rangers
Den 24. november 2012 blev han ny træner for Premier League-klubben Queens Park Rangers, hvor han erstattede Mark Hughes, der var blevet fyret pga. en dårlig sæsonstart, som havde efterladt klubben uden sejre på sidstepladsen i ligaen.